# Вайоминг (округ, Западная Виргиния)
Округ Вайоминг (англ. Wyoming County) располагается в США, штате Западная Виргиния. Официально образован в 1850 году. По состоянию на 2000 год, численность населения составляла 25 709 человек.

## География
По данным Бюро переписи США, общая площадь округа равняется 1300 км², из которых 1292 км² суша и 6 км² или 0,5 % это водоёмы.

### Соседние округа
- Бун (Западная Виргиния) — север
- Роли (Западная Виргиния) — северо-восток
- Мерсер (Западная Виргиния) — юго-восток
- Мак-Дауэлл (Западная Виргиния) — юг
- Минго (Западная Виргиния) — запад
- Логан (Западная Виргиния) — северо-запад

## Демография
По данным переписи населения 2000 года в округе проживает 25 709 жителей в составе 10 454 домашних хозяйств и 7 704 семей. Плотность населения составляет 20 человек на км². На территории округа насчитывается 11 698 жилых строений, при плотности застройки 9 строений на км². Расовый состав населения: белые — 98,59 %, афроамериканцы — 0,63 %, коренные американцы (индейцы) — 0,12 %, азиаты — 0,08 %, представители других рас — 0,07 %, представители двух или более рас — 0,51 %. Испаноязычные составляли 0,53 % населения независимо от расы.
В составе 31,00 % из общего числа домашних хозяйств проживают дети в возрасте до 18 лет, 59,30 % домашних хозяйств представляют собой супружеские пары проживающие вместе, 10,50 % домашних хозяйств представляют собой одиноких женщин без супруга, 26,30 % домашних хозяйств не имеют отношения к семьям, 24,40 % домашних хозяйств состоят из одного человека, 11,50 % домашних хозяйств состоят из престарелых (65 лет и старше), проживающих в одиночестве. Средний размер домашнего хозяйства составляет 2,45 человека, и средний размер семьи 2,89 человека.
Возрастной состав округа: 22,40 % моложе 18 лет, 8,70 % от 18 до 24, 27,50 % от 25 до 44, 27,40 % от 45 до 64 и 13,90 % от 65 и старше. Средний возраст жителя округа 40 лет. На каждые 100 женщин приходится 96,90 мужчин. На каждые 100 женщин старше 18 лет приходится 93,20 мужчин.
Средний доход на домохозяйство в округе составлял 23 932 USD, на семью — 29 709 USD. Среднестатистический заработок мужчины был 32 493 USD против 18 812 USD для женщины. Доход на душу населения составлял 14 220 USD. Около 20,20 % семей и 25,10 % общего населения находились ниже черты бедности, в том числе — 36,90 % молодежи (тех кому ещё не исполнилось 18 лет) и 13,50 % тех кому было уже больше 65 лет.